# Municipio de Smackover (condado de Ouachita)
El municipio de Smackover (en inglés: Smackover Township) es un municipio ubicado en el condado de Ouachita en el estado estadounidense de Arkansas. En el año 2010 tenía una población de 1246 habitantes y una densidad poblacional de 10,11 personas por km².

## Geografía
El municipio de Smackover se encuentra ubicado en las coordenadas 33°24′57″N 93°3′8″O / 33.41583, -93.05222. Según la Oficina del Censo de los Estados Unidos, el municipio tiene una superficie total de 123.2 km², de la cual 123,02 km² corresponden a tierra firme y (0,15 %) 0,18 km² es agua.

## Demografía
Según el censo de 2010, había 1246 personas residiendo en el municipio de Smackover. La densidad de población era de 10,11 hab./km². De los 1246 habitantes, el municipio de Smackover estaba compuesto por el 42,54 % blancos, el 55,46 % eran afroamericanos, el 0,08 % eran amerindios, el 0,8 % eran de otras razas y el 1,12 % eran de una mezcla de razas. Del total de la población el 1,36 % eran hispanos o latinos de cualquier raza.